# Verdrag tot toetreding (1972)

Lidstaten (blauw), toegetreden lidstaten (geel), afgewezen lidmaatschap (rood)

Het Verdrag tot toetreding van 1972 is de overeenkomst tussen de Europese Gemeenschappen en vier landen die wilden toetreden tot de Europese gemeenschappen. De vier landen waren Denemarken, Ierland, Noorwegen en het Verenigd Koninkrijk. Het verdrag trad in werking op 1 januari 1973 en maakte de toetreding van Denemarken, Ierland en het Verenigd Koninkrijk tot de EG mogelijk. De inwoners van Noorwegen stemden in een referendum tegen toetreding tot de EG. Het Verdrag is een integraal deel van de constitutionele basis van de hedendaagse Europese Unie.

## Volledige titel
De officiële titel van het verdrag luidt:
Verdrag tussen het Koninkrijk België, de Bondsrepubliek Duitsland, de Franse Republiek, de Italiaanse Republiek, het Groothertogdom Luxemburg, het Koninkrijk der Nederlanden, Lid-Staten der Europese Gemeenschappen, het Koninkrijk Denemarken, Ierland, het Koninkrijk Noorwegen en het Verenigd Koninkrijk van Groot-Brittannië en Noord-Ierland betreffende de toetreding van het Koninkrijk Denemarken, Ierland, het Koninkrijk Noorwegen en het Verenigd Koninkrijk van Groot-Brittannië en Noord-Ierland, tot de Europese Economische Gemeenschap en de Europese Gemeenschap voor Atoomenergie'

## Referenda
- Deens referendum
- Noors referendum
- Brits referendum